# Арашенда (Ахметський муніципалітет)
Арашенда (груз. არაშენდა) — село в Грузії.
За даними перепису населення 2014 року в селі проживає 123 особа.